# Chloractis pulcherrima
Chloractis pulcherrima är en fjärilsart som beskrevs av Butler 1881. Chloractis pulcherrima ingår i släktet Chloractis och familjen mätare. Inga underarter finns listade i Catalogue of Life.